# Lago Clearwater (Colúmbia Britânica)
O lago Clearwater é um dos seis grandes lagos localizados no Parque Provincial de Wells Gray, ao centro-leste da Colúmbia Britânica, Canadá. Geograficamente falando este lago é uma expansão do rio Clearwater, a jusante de Lago Hobson.
A bacia atualmente pelo lago Clearwater foi escavada pelos glaciares durante várias eras glaciais, incluindo o último período glacial, que terminou nesta região cerca de 10000 anos atrás.